# Audio multicanale

1.0

2.0

2.1

3.0

4.0

5.0

5.1

7.1

L'audio stereofonico o audio multicanale è il sistema di diffusione dell'audio attraverso flussi informativi elettronici distinti, ognuno dei quali fornisce un diverso contenuto sonoro riprodotto da un diverso diffusore acustico posizionato nell'ambiente d'ascolto secondo regole prestabilite.
L'utilizzo dell'aggettivo "stereofonico" nell'espressione audio stereofonico deriva dal fatto che l'audio è destinato a implementare la stereofonia, una tecnica di riproduzione/registrazione del suono più evoluta della monofonia e finalizzata a conferire spazialità al suono, quindi finalizzata a conferire maggiore realismo al suono in quanto in natura esso ha quasi sempre origine da molteplici punti spaziali. L'utilizzo dell'aggettivo "multicanale" nell'equivalente espressione audio multicanale deriva invece dal fatto che il singolo flusso informativo elettronico è chiamato canale audio (o, se chiaro il contesto audio, semplicemente canale).
La denominazione numerica che descrive l'audio multicanale prevede fino a 3 numeri e divisi tra loro tramite il punto, il primo numero descrive il numero di diffusori audio ad ampio spettro, il secondo numero descrive il numero di diffusori per l'effetto subwoofer, mentre l'ultimo numero rappresenta i diffusori da soffitto (dall'alto verso il basso) o virtualizzati attraverso la riflessione di diffusori da pavimento/parete che puntano al soffitto, attualmente la soluzione più sofisticata è il 7.1.4.

## Consuetudini d'uso lessicali
Sebbene le espressioni audio stereofonico e audio multicanale siano del tutto equivalenti, è diffuso un loro uso diversificato. Solitamente infatti si parla di audio stereofonico per indicare l'audio 2.0, cioè a due canali, mentre audio multicanale per indicare audio con un numero di canali maggiore di due. Questo uso diversificato nasce dal fatto che l'audio 2.0 è l'implementazione di gran lunga più diffusa e utilizzata dell'audio stereofonico, quindi per indicare specificatamente tutti gli altri sistemi con più di due canali si utilizza l'espressione audio multicanale.

## Ambiti di utilizzo
L'audio multicanale ha trovato applicazioni inizialmente in campo cinematografico per l'esigenza di spettacolarizzare le colonne sonore e gli effetti sonori dei film. Durante gli anni 1970 fu elaborata una soluzione multicanale dedicata alla riproduzione musicale nota come quadrifonia, che però non durò a lungo. Dopo il boom dell'home theater, sono nate nuove proposte di soluzioni multicanale dedicate alla musica.

## Storia
Si dice che Francis Ford Coppola, per la famosa scena degli elicotteri in Apocalypse Now, abbia impiegato più tempo al mixer audio che alla cinepresa: questo aiuta a capire quanto un audio ben realizzato sia determinante ai fini del coinvolgimento dello spettatore, e quanto sia importante per un regista assicurarsi che lo spettatore percepisca l'opera esattamente come lui l'aveva concepita.

### Fantasound
Il primo a intuire l'importanza di questo concetto fu Walt Disney, che nel 1942 ideò il sistema ottico a 4 canali Fantasound adottato per la pellicola Fantasia, esempio ideale di come una colonna sonora di qualità (sia artistica che tecnica) possa diventare parte integrante, se non addirittura protagonista, di un'intera opera.
Negli anni successivi si assisterà a numerose varianti di sistemi audio multicanale, molto spesso legate a film altamente spettacolari. Cinerama, Cinemascope e Todd-AO sono alcune delle soluzioni che hanno sviluppato il formato visivo e, parallelamente, hanno contribuito all'evolversi del formato sonoro. Tutte le soluzioni adottate dopo il Fantasound erano basate su piste magnetiche, producendo buoni risultati ma costi di produzione e manutenzione elevati.

### Dolby
Il problema fu risolto in maniera ingegnosa da Ray Dolby, una delle figure determinanti nella storia del multichannel. Tecnico audio proveniente dalla compagnia Ampex, e già popolare per aver messo a punto un sistema per la riduzione del rumore di fondo, egli riportò in auge la colonna sonora basata su pista ottica, che fino ad allora consentiva sonori monofonici e a bassa fedeltà (più o meno quella di una conversazione telefonica). Nel 1977 Dolby elaborò una codifica che consentiva di inserire quattro canali in una traccia stereofonica: oltre alle informazioni sui canali sinistro e destro, trovarono spazio le informazioni per un canale centrale, installato dietro lo schermo, e un canale posteriore, monofonico ma distribuito su due o più diffusori. Il tutto era ottenuto senza l'ausilio di piste magnetiche, rendendo il sistema economico e retrocompatibile.
Risolvendo la perenne esigenza delle industrie di contenere i costi, il Dolby Stereo divenne perciò lo standard per l'audio cinematografico professionale, e il suo successo venne definitivamente decretato dal suo uso nei film Guerre stellari e Incontri ravvicinati del terzo tipo.

### Il cinema in casa
Nel 1982 comparvero sul mercato consumer i primi apparecchi con il sistema Dolby Surround. Questi, basandosi su una registrazione stereo, riuscivano a implementare l'audio dei film inserendo un canale di riverbero (monofonico, ma riprodotto con una coppia di altoparlanti tipicamente posta alle spalle dello spettatore). Questo contribuiva ad aumentare il senso di coinvolgimento dello spettatore il quale, anche a casa, aveva l'impressione di trovarsi al centro dell'evento.
Pochi anni dopo, sia il sistema professionale che quello domestico vengono aggiornati: nascono il Dolby Stereo Spectral Recording per il cinema ed il Dolby Pro Logic per l'home theater. Nel sistema cinematografico viene aumentata la dinamica e diventa standard lo LFE (Low Frequency Effects), un canale separato dedicato alle basse frequenze e diffuso da un altoparlante dedicato, denominato subwoofer, presente anche in precedenza benché opzionale. Il sistema domestico fa passi da gigante, riducendo molto le differenze con quello cinematografico: viene aumentata la dinamica e la separazione tra canali, compare il canale centrale, riservato ai dialoghi e collocato nei pressi dello schermo, e compare anche il canale LFE, anche se opzionale.

### La rivoluzione digitale
L'introduzione dell'audio digitale, operata da Sony e Philips nel 1982, porta nel mondo dell'audio multicanale dei cambiamenti radicali. La comparsa del laserdisc apre la rivoluzione digitale nell'audio multicanale grazie ai Dolby Laboratories e alla DTS (azienda che fino ad allora aveva operato solo nel mercato professionale), che introducono il concetto di compressione audio per aumentare la qualità del sonoro e il numero di canali anche in supporti a capacità limitata.
Da quel momento la competizione commerciale si sposta sull'efficienza dell'algoritmo di compressione, all'aumentare della quale aumenta anche lo spazio libero sul supporto, che può essere utilizzato per altri scopi. Questi principi porteranno alla realizzazione del nuovo supporto noto come DVD, in grado di immagazzinare grandi quantità di informazioni anche di natura diversa (dato che una volta convertite in digitale possono essere trattate allo stesso modo) e che presenta alta qualità video, audio multicanale e/o multilingue, elevata interattività, contenuti speciali. Il DVD consente anche la crescita del numero di canali a disposizione, fino a sei o più e tutti "discreti", cioè incisi separatamente. La configurazione tipica di questa fase viene definita 5.1, dove "5" sta per i cinque canali principali (frontale destro, centrale e sinistro, e per la prima volta in ambito domestico anche posteriore destro e sinistro) e ".1" per il canale LFE. I sistema dominanti in ambito domestico sono Dolby AC-3 (poi denominato Dolby Digital), DTS e MPEG Multichannel (quest'ultimo destinato ad uno scarso successo). Si affermerà il Dolby Digital, anche se il DTS, con un algoritmo di compressione meno distruttivo, incontrerà il favore degli utenti più esigenti e diventerà prevalente nelle sale cinematografiche.

### Lo scenario attuale
Il mercato dell'audio multicanale punta verso due direzioni: usando un alto livello di compressione, si può applicare l'audio multicanale anche in campi nuovi, come la comunicazione mobile: suonerie per cellulari surround o videochiamata con audio multicanale. Questo genere di applicazioni, dove la qualità audio non è un parametro determinante, vedono l'affermarsi di tecniche che permettono la stereofonia virtuale, riprodotta cioè attraverso una sola coppia di diffusori, e creando il senso di diffusione sonora tramite principi di psicoacustica.
D'altro canto, la disponibilità di supporti più capienti consente l'utilizzo di algoritmi di compressione meno distruttivi, elevando notevolmente la fedeltà, come accade per il DVD-Audio e il Super Audio CD, che utilizzano interamente la loro capacità per l'audio multicanale, senza quindi utilizzare alcun tipo di compressione.